# Dekanat Kłobuck
Dekanat Kłobuck – jeden z 36 dekanatów archidiecezji częstochowskiej. Znajduje się w regionie częstochowskim. Składa się z 9 parafii.

## Lista parafii
| Lp | Miejscowość / parafia                                 | Proboszcz / administrator | Kościół                                                   | Zdjęcie |
| -- | ----------------------------------------------------- | ------------------------- | --------------------------------------------------------- | ------- |
| 1  | Grodzisko Parafia Świętych Apostołów Piotra i Pawła   | ks. Adam Koszut           | Kościół Świętych Apostołów Piotra i Pawła w Grodzisku     |         |
| 2  | Kłobuck Parafia Najświętszego Ciała i Krwi Chrystusa  | ks. Grzegorz Banasiak     | Kościół Najświętszego Ciała i Krwi Chrystusa w Kłobucku   |         |
| 3  | Kłobuck Parafia Najświętszej Maryi Panny Fatimskiej   | Ks. Roman Dziembowski     | Kościół Najświętszej Maryi Panny Fatimskiej w Kłobucku    |         |
| 4  | Kłobuck Parafia św. Marcina                           | ks. kan. Mieczysław Wach  | Kościół świętych Marcina i Małgorzaty w Kłobucku          |         |
| 5  | Libidza Parafia św. Jana Chrzciciela                  | ks. Jerzy Combik          | Kościół św. Jana Chrzciciela w Libidzy                    |         |
| 6  | Rębielice Królewskie Parafia św. Rocha                | ks. Łukasz Korczak        | Kościół św. Rocha w Rębielicach Królewskich               |         |
| 7  | Waleńczów Parafia Narodzenia Najświętszej Maryi Panny | ks. Robert Frączek        | Kościół Narodzenia Najświętszej Maryi Panny w Waleńczowie |         |
| 8  | Wilkowiecko Parafia św. Mikołaja                      | ks. Gabriel Kopcik        | Kościół św. Mikołaja w Wilkowiecku                        |         |
| 9  | Złochowice Parafia Najświętszego Serca Jezusowego     | ks. Piotr Sokalski        | Kościół Najświętszego Serca Jezusowego w Złochowicach     |         |